# حمام قدیمی شیخ
حمام قدیمی شیخ مربوط به دوره پهلوی است و در سلماس، داخل شهر واقع شده و این اثر در تاریخ ۲۵ اسفند ۱۳۷۹ با شمارهٔ ثبت ۳۴۷۵ به‌عنوان یکی از آثار ملی ایران به ثبت رسیده‌است.